# Takahiro Fujimoto (1985)
Pour les articles homonymes, voir Takahiro Fujimoto.
Takahiro Fujimoto (藤本 貴大, Fujimoto Takahiro) est un patineur de vitesse sur piste courte japonais.

## Biographie
Il participe aux épreuves de patinage de vitesse sur piste courte aux Jeux olympiques de 2006 et de 2010.